# Pachtussow-Nunatak
Der Pachtussow-Nunatak (russisch Нунатак Пахтусова Nunatak Pachtussowa) ist ein Nunatak im ostantarktischen Mac-Robertson-Land. Er ragt in den Prince Charles Mountains auf.
Russische Wissenschaftler benannten ihn. Namensgeber ist der russische Hydrograph und Arktisforscher Pjotr Kusmitsch Pachtussow (1800–1835).